# Bruce Northrup
Bruce Northrup est un homme politique canadien né en 1955, député progressiste-conservateur de Sussex-Fundy-St. Martins à l'Assemblée législative du Nouveau-Brunswick de 2006 à 2020.

## Biographie
Né à Sussex, Bruce Northrup est membre du Parti progressiste-conservateur du Nouveau-Brunswick. Il est élu le 18 septembre 2006, lors de la 56e élection générale, pour représenter la circonscription de Kings-Est à l'Assemblée législative du Nouveau-Brunswick, dans la 56e législature.
Il est réélu à la 57e législature le 27 septembre 2010, lors de la 57e élection générale. Il est assermenté le 12 octobre 2010 au poste de ministre des Ressources naturelles dans le gouvernement David Alward.